# Hermandad
Hermandad, Santa Hermandad (hiszp. „bractwo”, „święte bractwo”) – średniowieczne, hiszpańskie bractwa samoobrony, rodzaj milicji miejskich. Organizowane w celu obrony miast, osad i wiosek zarówno przed rabusiami jak i samowolą najemnych żołnierzy czy zakusami szlachty. Bractwa te odgrywały również pewną rolę polityczną występując zarówno przeciw szlachcie jak i czasem przeciw samowoli królewskiej. Ostatecznie jednak hermandady zostały podporządkowane władzy Królów Katolickich, którzy w XV wieku zamienili je w podporządkowany władzy centralnej aparat do ściągania podatków i poboru do wojska. Utworzona przez nich instytucja nosiła nazwę Santa Hermandad i przetrwała aż do 1835 roku.

## Historia
Początkowo hermandady powstawały lokalnie w określonym celu, np. by chronić drogi pielgrzymek, bronić miast przed rabusiami lub pilnować porządku na drogach, lub ograniczać nielegalny handel czy przemyt. Te pierwsze hermandady nie miały stałego charakteru i powstawały na czas pojawienia się zagrożenia. Za pierwsze z nich uznaje się bractwa powstałe w XIII wieku w Andaluzji, które miały na celu obronę chrześcijańskich miast i osad przed muzułmańskimi rebeliantami. Podobne powstawały również na północy, w kraju Basków na drodze pielgrzymkowej do słynnego ośrodka kultu w Santiago de Compostela. Hermandady pełniły zarówno funkcje policyjne jak i celne, sądownicze oraz gospodarcze i broniły autonomii miast i wiosek.

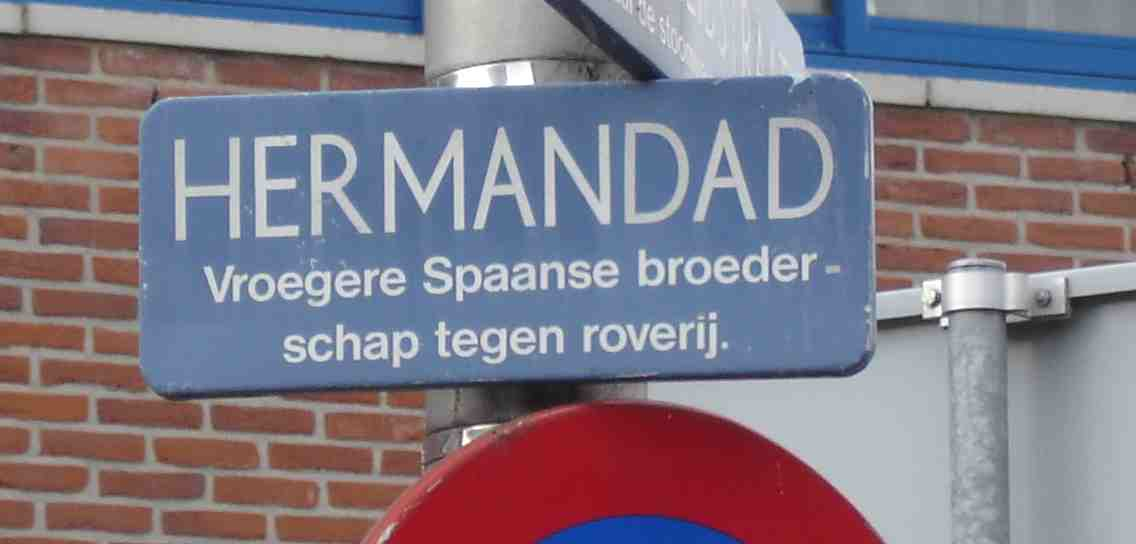
Tabliczka z nazwą ulicy Hermandad w holenderskim mieście Enschede upamiętniająca średniowieczne hiszpańskie bractwa samoobrony przed rabusiami

W późniejszym czasie hermandady stały się szczególnie popularne w Kastylii, gdzie w XIV i XV wieku odegrały znaczącą rolę w trakcie kolejnych wojen domowych. W ich trakcie bowiem anarchia szlachecka zagrażała w sposób szczególny miastom i mniejszym, niezależnym osadom, które padały ofiarą grabieży lub – co gorsza – bywały podporządkowywane lokalnym magnatom. Sytuacja taka wystąpiła np. w czasie małoletności Alfonsa XI, gdy o władzę w państwie walczyły zwalczające się koterie dworskie i magnackie. Wówczas po raz pierwszy miasta i wsie Kastylii powołały na Kortezach w Burgos Hermandad General, której celem było zapewnienie obrony ich niezależności (1315). Jednak po dojściu Alfonsa XI do pełnoletności, energiczny król niemal od razu postanowił o rozwiązaniu Hermandady, która mogła stać się ośrodkiem antycentralistycznej opozycji. Do dużego znaczenia hermandad w walce ze szlachtą doszło ponownie w trakcie walk toczonych za panowania Henryka IV Bezsilnego, kiedy to w Kastylii uformowała się Hermandad General (1467), której celem była obrona miast przed anarchią szlachecką. Także w tym czasie powstanie hermandady w Galicji doprowadziło do antysenioralnej rewolty w tej prowincji. Gdy po śmierci Henryka IV wojnę o sukcesję wygrała ostatecznie Izabela Kastylijska, podjęła ona wraz z mężem szereg posunięć dotyczących wzmocnienia władzy królewskiej. Jednym z nich było przekształcenie instytucji hermandady w stały i podporządkowany władzy królewskiej aparat przymusu pod nazwą „Świętej Hermandady”. Dokonano tego w trakcie Kortezów w Madrigal w 1476 roku. Hermandady utraciły tym samym swój autonomiczny i czysto municypalny charakter.